# Phyciodes barnesi
Phyciodes barnesi är en fjärilsart som beskrevs av Henry Skinner 1897. Phyciodes barnesi ingår i släktet Phyciodes och familjen praktfjärilar. Inga underarter finns listade i Catalogue of Life.